# Вудбриџ (Вирџинија)
Вудбриџ (енгл. Woodbridge) насељено је место без административног статуса у америчкој савезној држави Вирџинија.

## Демографија
По попису из 2010. године број становника је 4.055, што је 27.886 (-87,3%) становника мање него 2000. године.
| Група             | 2000.          | 2010.         |
| Белци             | 15.726 (49,2%) | 2.049 (50,5%) |
| Афроамериканци    | 7.490 (23,4%)  | 750 (18,5%)   |
| Азијати           | 1.566 (4,9%)   | 399 (9,8%)    |
| Хиспаноамериканци | 6.091 (19,1%)  | 706 (17,4%)   |
| Укупно            | 31.941         | 4.055         |